# Far Cryシリーズ
ファークライシリーズ（Far Cry Series）は、ユービーアイソフト（UBI）が販売しているオープンワールドFPSゲーム『Far Cry』と、その続編やスピンオフなどを含むシリーズ作品の総称である。
UBIを代表する人気シリーズであり、2014年までにシリーズの累計売上が2000万本を超えたとされている。

## 設定とゲーム内容
本シリーズは、アクションアドベンチャー要素を備えたファーストパーソン・シューティング（FPS）である。第1作の『Far Cry』とそのスピンオフは独立したステージによる典型的なFPSだったが、『Far Cry 2』以降はメインストーリーとサイドミッション、そしてオプションのクエストによる、オープンワールドスタイルのゲームプレイを採用した。
各作品の年代や舞台は様々だが、主人公が「今日の一般的な常識が通用しない無法地帯」に投げ出され、支配者からの開放や生き残るための戦いを強いられる、という点が共通している。シリーズ作品には現実的なものもあれば、超自然的、またはサイエンスフィクション（SF）の要素を含むものもある。シリーズの主要開発元であるUbisoft Montrealは、全てのシリーズ作品が共通の架空世界を舞台にしているとし、何人かのマイナーなキャラクターを再登場させているが、基本的には各作品が独立したゲームとしてプレイできるようになっている
。

## 歴史

### Crytek開発時代 (1999～2004)
シリーズ1作目の『Far Cry』は、ドイツのスタジオCrytekによって開発され、ゲームエンジンはCryENGINEが使用されていた。 CryENGINEを使ったCrytekの目標の1つは、広い視距離で現実的な屋外空間をレンダリングできるようにすることだった。これは、そのリリース時点では他のゲームエンジンと比べユニークな機能だった。 CryENGINEは、元々Electronic Entertainment Expo（E3）1999での、NVIDIAの技術デモンストレーションのためにCrytekが作っていたものだった。そのデモは『X-Isle：Dinosaur Island』という名前で、恐竜が住む仮想の熱帯の島を探索することを可能にし、CryENGINEが扱うことができる仮想世界の大きさを示した。当時CryENGINEは最も要求の厳しいゲームエンジンであり、Crytekは全てのNVIDIAカードと共にベンチマークソフトウェアとして、『X-Isle』を配布するためにNVIDIAと契約を結んだ。 UBIはCrytekと『X-Isle』を完全なAAAタイトルにすることで契約を結び、このタイトルの販売権を獲得した。『Far Cry』は2004年3月にMicrosoft Windows用に発売され、最初の4ヶ月間で73万本以上が販売された。
『Far Cry』のリリース後、CryENGINEに他のアプリケーションがあることを証明したいと考えていたCrytekは、2004年7月にUBIの競合企業であるエレクトロニック・アーツ（EA）とフランチャイズ開発の契約を結び、CRYSISシリーズを開発することになった。。その後、2006年3月、UBIはFar Cryシリーズの全ての権利と『Far Cry』の開発に使用されたCryEngine版の永久ライセンスを取得した。 

### 自社開発へ移行 (2005～2011)
CrytekがUBIのスタジオから離脱したため、自社のモントリオールスタジオが開発を担当することになる。 Far Cryのリメイクとして、マップやストーリーを一部変更し、野生の力などシステムを変更した物を、家庭用ハード向けに『Far Cry Instincts』をリリース。ハード面都合によりXbox版のみ発売となり、PlayStation 2とGameCubeは開発中止となった。その後、続編の『Far Cry Instincts Evolution』とInstincts、Evolutionをワンセットにして高解像度化した『Far Cry Instincts Predator』、EvolutionのWii移植版『 Far Cry Vengeance』、Instinctsのアーケード版『Paradise Lost』をリリースした。しかし当時の家庭用ゲーム機はPCほど高性能ではなかったため、これらの作品は大部分の手直しを要求され、パフォーマンスに問題なく広いステージを扱うこともできなかった。結果的に、元の作品からより一本道になり、キャンペーンとマルチプレイヤーモードを追加し、場合によっては、ゲームの内容をより現実的ではないものに変えた。
『Far Cry 2』は2007年7月にUBIによって発表され、以前のシリーズ作品からの2つの重要な変更があった。1つ目は、Ubisoft MontrealによってCryENGINEを独自に拡張した「Dunia Engine」を使用していることである。 Dunia Engineは、『Far Cry 2』と並行して、完全なオープンワールドゲームを作るだけでなく、現実的な物理学および破壊可能な環境を追加するために開発された。2つ目は、1作目の物語を続けるのではなく、9人のプレイアブルキャラクターと、進化したAIを持つNPCと共に、独自のストーリーを作成する自由な内容になったことである。話が引き継がれなかった理由の1つは、『Instincts』と『Vengeance』で大きくSF寄りに内容が変化し、開発者がこれを『2』では避けたがっていたというのがある。また、プレイヤーが熱帯の舞台に飽き飽きしており、EAとCrytekのプロジェクトも熱帯地域に設定されていることを懸念し、舞台をアフリカの平原に変更することを選んだ。 
『Far Cry 2』は2008年10月にリリースされ、総じて高い評価を受けると共に、2009年までに290万本を超える売上を記録し、商業的にも成功した。しかし、ゲームディレクターのクリント・ホッキングは、内部的なデザインには不自然な部分も多かったと指摘している。度々発作を起こすマラリアや、作動不良を起こす武器などには批判的な声もあった。

### シリーズの発展 (2012～現在)
『Far Cry 3』のプリプロダクション作業は、『2』の完成後すぐに開始された。当初は直接の続編とする案もあったが、その後の数年間で、『2』の開発をリードした者の多くがスタジオを去った。その後の案では、『2』のオープンワールド型のスタイルを維持しつつ、1作目に似た熱帯の島へとロケーションが大きく変更された。開発者たちは、まるで生きているかのような世界の制作を目指し、それがDunia Engine 2の開発に繋がり、『3』での気象システムなどの実装へと繋がった。『2』にあった煩わしい要素のいくつかも排除された。さらに、複数のプレイアブルキャラクターも排し、より確固としたストーリーを持つ一人の主人公が据えられた。 『Far Cry 3』は2011年に正式に発表され、2012年11月にリリースされた。『3』はその物語の中でいくつかの物議を醸す要素もあったが、それでも概して肯定的なレビューを受け、2014年までに1000万台以上を売り上げた。
2014年5月に発表され、2014年11月にリリースされた『Far Cry 4』、および2017年5月に発表され、2018年のリリースされた『Far Cry 5』の双方も、『3』の流れを受け継ぎ、ゲームプレイとゲームエンジンの改良を続けている。
『Far Cry 3：Blood Dragon』は2013年5月にリリースされたが、同年のエイプリルフールに発表されたものだった。 この作品は独立したタイトルで、ディーン・エヴァンスによって開発され、実験的に実験リリースされた。『3』の資産を利用し、ゲームの既存のマップとジオメトリの一部を改良した。内容的には1980年代風の冗談めかしたものとなっている。 これも100万以上を売り上げ、商業的に成功している。 その成功は、UBIに『Far Cry 4』の拡張コンテンツを出すよりも、資産を利用したタイトルを制作することへと導かれた。UBIは、ファンにFar Cryに登場することを望んでいる設定に投票してもらい、これが『Far Cry Primal』の制作に繋がった。

## メインシリーズ

### Far Cry
2004年3月にUbisoftから発売。開発はCrytek。NVIDIAのグラフィックスカードの、技術デモ用に開発されたCryENGINEを使用している。当時としては優れたグラフィックが注目され、比較的自由なゲーム進行や、優れたAIも評価された。一方で、後半になるにつれ跳ね上がる難易度など、ゲームバランスの悪さは批判も受けた。
主人公は元特殊部隊だが、現在は貸しボート業を営むジャック・カーヴァー。依頼である女性を送り届けた直後に、ボートが攻撃を受け爆発、辿り着いた謎の島で傭兵部隊と戦いつつ、島に隠された真実に迫っていく。
『Far Cry 2』以降はCrytekが関わっておらず、FARCRY4にて、間接的にストーリーの繋がりを示唆する描写があるが、システム面などをCrytekが開発し、2007年11月にエレクトロニック・アーツから発売された『CRYSIS』が、実質的な続編と言える。

### Far Cry 2
2008年10月にUbisoftから発売。今作からCrytekは開発から外れ、開発はUbisoft Montreal。主人公は、9人のプレイアブルキャラクターの中から選ぶという形となり、今作以降から本格的にオープンワールド型のゲームとなった。
舞台は、内戦状態にある中部アフリカ某国。傭兵として降り立った主人公の目的は、戦争の元凶「ジャッカル」の暗殺。しかし、その前にジャッカルの罠が待ち構え、さらにマラリアが身を蝕む。主人公は各勢力と協力しながら、ジャッカル暗殺のための戦いを続ける。

### Far Cry 3
2012年11月にUbisoftから発売（日本では2013年3月発売）。舞台はインド洋と太平洋の境目付近にある島「ルークアイランド」。今作では、再び主人公は一人に戻り、舞台も南国の島になった。
主人公は、タイで兄弟や友人とバカンスを楽しんでいたジェイソン・ブロディ。しかし、スカイダイビングツアーで訪れたルークアイランドで突如海賊の襲撃を受けて捕らえられ、仲間と離れ離れになった上に、脱出を試みるも兄のグラントが殺されてしまう。島の原住民に助けられたジェイソンは、原住民の組織と協力しながら、仲間を助けるため海賊との戦いに臨む。

### Far Cry 4
2014年11月にUbisoftから発売（日本では2015年1月発売）。舞台は南アジアの小国「キラット」。
主人公は、母の遺言に従い、遺灰を持って故郷を訪れたエイジェイ・ゲール。入国時に王立軍と反政府勢力「ゴールデン・パス」の争いに巻き込まれ、王宮に連行される。そこで現国王パガン・ミンの狂気を目にしたエイジェイは、ゴールデン・パスの手助けもあり、王宮から逃亡する。自分がキラットの英雄の息子であることを知ったエイジェイは、自らもゴールデン・パスに加わり、王立軍との戦いに身を投じる。

### Far Cry 5
2018年3月にUbisoftから発売。舞台はアメリカのモンタナ州にある架空の郡「ホープカウンティ」。実在する国を舞台にしたのはシリーズ初。
主人公は、ホープカウンティに派遣された新人保安官。ホープカウンティを支配するカルト教団「エデンズ・ゲート」の教祖ジョセフ・シードを逮捕すべく派遣されたが、教団の抵抗に遭い乗っていたヘリが墜落。ホワイトホースら仲間の保安官たちと離れ離れになり、教団から追われる身となる。ダッチを始めとするレジスタンスの助力を受け、教団との戦いに挑んでいく。

### Far Cry 6
2021年10月にUbisoftから発売。舞台は、カリブ海の中心に位置する架空の島国「ヤーラ」。
主人公は、ヤーラ出身の元軍人ダニー・ロハス。本作ではシリーズで初めて、主人公の性別を選択可能になった。ダニーは大統領アントン・カスティロの独裁政権からヤーラを解放するため、ゲリラとなりカスティロ軍との戦いに挑む。

## スピンオフ

### Far Cry Instincts
Far Cryのリメイク版。システムやストーリー、マップを一部変更した。

### Far Cry Instincts: Evolution
Far Cry Instinctsの追加ミッションを収録した続編である。

### Far Cry Instincts: Predator
InstinctsとInstincts Evolutionを収録したHDリマスター版。

### Paradise Lost
Instinctsをベースにしたアーケード版

### Far Cry Vengeance
Instincts EvolutionのWii版

### Far Cry 3: Blood Dragon
Far Cry 3のシステムを流用したゲームで、設定は2007年、90年代から続く東西戦争最中舞台のアメリカが舞台となっている。

### Far Cry Primal
2016年2月にUbiSoftから発売。石器時代を舞台とした作品。ジャンルはFPSではあるが、銃火器が一切登場せず、武器は棍棒や弓矢といった原始的なものが中心となる。動物はマンモス・サーベルタイガー・ケブカサイなど、絶滅した古生物が多数登場。また、動物を手懐けて共に戦ったりできる「ビーストマスター」という機能が新たに実装されている。

### Far Cry New Dawn
2019年2月にUbiSoftから発売。Far Cry 5の続編であり、Far Cry 5から17年後のホープカウンティが舞台となっている。ファークライシリーズは作品ごとに舞台・物語が独立しているため、前作と同じ舞台で直接的な続編が開発されたのは、今作がシリーズ初。

### Far Cry 4 アリーナマスター
2015年1月29日に配信開始したiOS、Android向けのアプリケーション。ファークライ4のアリーナをベースとしたもの。UPLAYアカウントでファークライ4と連携することができる。開発はLudomadeが担当。

### ファークライ 4 アーケードポーカー
2015年1月29日に配信開始したiOS、Android向けのアプリケーション。UPLAYアカウントでファークライ4と連携することができる。

## マップエディタ
ナンバリングタイトル(Vengeance、Classic、3 Classic Editionを除く)はマップの作成ができるマップエディタが搭載されている。Farcry6より廃止された。
マルチプレイ用のマップの作成ができ、ネットワーク上で共有が可能である。
ファークライ2より天候や時間帯も設定できるようになった。ファークライ4からは、ミッションの目標を設定でき、敵を全滅させる『アサルト』、動物を狩る『狩り』、基地を制圧する『基地』、目的地に到達する『脱出』から選べる。これによりシングルプレイでも遊べるようになり、ネットワーク上にアップロードすることにより全世界のユーザーのマップを遊ぶことができる。ファークライ5からは、これに加え、目的地に到達するまでに特定の敵を倒す『バウンデイハント』、制限時間内に倒した敵の数を競う『デスマッチ』、『チームデスマッチ』が追加された。